# Municipio de Avery (condado de Humboldt)
El municipio de Avery (en inglés: Avery Township) es un municipio ubicado en el condado de Humboldt en el estado estadounidense de Iowa. En el año 2010 tenía una población de 256 habitantes y una densidad poblacional de 2,73 personas por km².

## Geografía
El municipio de Avery se encuentra ubicado en las coordenadas 42°46′54″N 94°24′13″O / 42.78167, -94.40361. Según la Oficina del Censo de los Estados Unidos, el municipio tiene una superficie total de 93.65 km², de la cual 92,57 km² corresponden a tierra firme y (1,16 %) 1,09 km² es agua.

## Demografía
Según el censo de 2010, había 256 personas residiendo en el municipio de Avery. La densidad de población era de 2,73 hab./km². De los 256 habitantes, el municipio de Avery estaba compuesto por el 96,88 % blancos, el 1,56 % eran afroamericanos y el 1,56 % eran de una mezcla de razas. Del total de la población el 0,78 % eran hispanos o latinos de cualquier raza.